# Bitva u Písku
Bitva u Písku byla menším válečným střetem mezi císařskými oddíly armády polního maršála Karla Alexandra Lotrinského a Jana Jiřího Kristiána z Lobkowicz a jednotkami francouzské královské armády maršála Françoise-Marie de Broglie v první fázi válek o rakouské dědictví. Odehrála se 27. a 28. prosince 1741 u předměstí města Písku v jižních Čechách.

## Před bitvou
Krátce po nástupu na trůn roku 1740 musela císařovna Marie Terezie čelit alianci států, které usilovaly o co největší oslabení Rakouska a dosazení Karla Albrechta Bavorského na český trůn. Habsburské armády sváděly boje o rakouské Nizozemí s Francouzi a o své italské državy se Španěly. Ze západu monarchii napadli Bavoři a Sasové, podporovaní silným francouzským kontingentem, a ze severu úhlavní nepřítel, vojensky silné Prusko v čele s králem Fridrichem II., nepřímo podporované Švédskem. Z původně lokální války o Slezsko, nazývané též první slezská válka mezi Pruskem a Rakouskem, vzešel celoevropský zápas, pojmenovaný jako Války o rakouské dědictví.
Dne 24. října 1741 překročila francouzská a bavorská armáda Dunaj a vydala se na pochod do jižních Čech. Začátkem listopadu pak vojsko za účasti Karla Albrechta dorazilo do Českých Budějovic, dne 11. listopadu přenocoval kurfiřt v Písku a následně se odebral směrem ku Praze, čímž začala sasko-bavorsko-francouzská okupace města. Ve městě pak zůstala menší okupační posádka 7. prosince, posílená po obnovení bojů začátkem měsíce. V dalších dnech proběhla nedaleko Písku menší bitva, tzv. bitva u Čížové, mezi Francouzi a rakouskými husary. 

## Průběh střetnutí
Koncem prosince pojal vrchní rakouský vojenský velitel polní maršál Karel Alexandr Lotrinský ambici strategické město Písek se svými vojsky dobýt. Rakušané přitáhli 27. prosince 1741 od východu a rozbili ležení na východní straně řeky Otavy, naproti přes řeku pak ležel tábor francouzsko-bavorské armády, snad za osobní přítomnosti maršála Françoise-Marie de Broglie. 
Karel Lotrinský nařídil ještě toho dne provést odstřelování města a rovněž spuštění průzkumného útoku, nejprve husary, posléze byla vyslána jednotka asi 400 mužů s tesaři, kteří se měli přes zavřené brány probít do města. Francouzi za tímto účelem přesunuli své muže k Budějovické bráně, kterou nechali otevřenou a při následném boji způsobili útočníkům znatelné ztráty (asi 100 padlých). Rakušané své ležení následně opustili a spálili. 
Druhého dne, 28. prosince, byl velitelem města vyslán oddíl asi 500 mužů z Alsaského pluku, aby průzkumem zjistili případné pozice nepřítele. Nedaleko rybníka Beránkovce pak byli přepadeni rakouskými a uherskými oddíly. Během prudkého boje zde zahynulo asi 400 mužů. Mrtví byli přivezeni do města večer 30. prosince do města, z nichž dva, patrně důstojníci, byli pohřbeni dílem na hřbitově u kostela sv. Trojice, ostatních přes 400 naházeno do jámy vykopané v klášterní zahradě u kaple sv. Barbory, na jejímž pozemku byl později postaven dům U Bílé růže. 

## Hodnocení bitvy
Jednalo se o první větší vojenskou akci tohoto tažení, které následně vyvrcholilo na konci června, kdy rakouské vojsko oblehlo Prahu a zahájilo vyjednávání o kapitulaci. Až v říjnu 1742 však následoval konečný ústup bavorských, saských a francouzských sil, které následně armáda Karla Lotrinského pronásledovala a přenesla boje na území Svaté říše římské. Války o rakouské dědictví se nicméně protáhly až do roku 1748. 

## Památky bitvy
Jelikož se Písečtí, i na základě hrůzných událostí ve městě za třicetileté války, obávali, že bude jejich město opětovně dobyto, vypáleno a zničeno, slíbili Panně Marii, že když bude město ušetřeno, budou každoročně provozovat městskou slavnost. Ta se pak konala od roku 1743 po dlouhá století: za komunistického režimu ve druhé polovině 20. století byla zakázána, po roce 1991 byla pak obnovena.